# J.League Division 1 2010
Die J.League Division 1 2010 war die achtzehnte Spielzeit der höchsten Division der japanischen J.League und die zwölfte unter dem Namen Division 1. An ihr nahmen achtzehn Vereine teil. Die Saison begann am 6. März und endete am 4. Dezember 2010; zwischen dem 16. Mai und dem 14. Juli wurden aufgrund der Weltmeisterschaft 2010 keine Spiele ausgetragen.
Die Meisterschaft wurde von Nagoya Grampus gewonnen, für das Team aus der Präfektur Aichi war es die erste japanische Meisterschaft. Für die AFC Champions League 2011 platzierten sich neben Nagoya der Zweite Gamba Osaka, der Dritte Cerezo Osaka sowie der Sieger des Kaiserpokals, Kashima Antlers. Direkte Absteiger in die Division 2 2011 waren der Tabellensechzehnte FC Tokyo, der Siebzehnte Kyōto Sanga sowie Tabellenschlusslicht Shonan Bellmare.

## Modus
Wie in der Vorsaison standen sich die Vereine im Rahmen eines Doppelrundenturniers zweimal, je einmal zuhause und einmal auswärts, gegenüber. Für einen Sieg gab es drei Punkte, bei einem Unentschieden erhielt jede Mannschaft einen Zähler. Die Abschlusstabelle wurde also nach den folgenden Kriterien erstellt:
1. Anzahl der erzielten Punkte
2. Tordifferenz
3. Erzielte Tore
4. Ergebnisse der Spiele untereinander
5. Entscheidungsspiel oder Münzwurf

Der Verein mit dem besten Ergebnis am Ende der Saison errang den japanischen Meistertitel. Die besten drei Teams qualifizierten sich für die AFC Champions League 2011, sollte eine dieser Mannschaften zusätzlich den Kaiserpokal 2010 gewinnen, rückte der Viertplatzierte nach. Die drei schlechtesten Mannschaften stiegen in die J.League Division 2 2011 ab.

## Teilnehmer
Insgesamt nahmen achtzehn Mannschaften an der Spielzeit teil. Hierbei verließen die drei schlechtesten Teams der Vorsaison die Liga in Richtung Division 2 2010; besonders betroffen war die Präfektur Chiba, aus der mit dem Sechzehnten Kashiwa Reysol (nach drei Jahren Ligazugehörigkeit) und dem Tabellenletzten und J.League-Gründungsmitglied JEF United Ichihara Chiba gleich beide ansässigen Vereine absteigen mussten. Neben den Chiba-Mannschaften „erwischte“ es zudem Ōita Trinita, die nach sieben Jahren in der Division 1 zurück ins Unterhaus verwiesen wurden.
Die drei Aufsteiger aus der J.League Division 2 2009 spielten alle schon einmal in früheren Spielzeiten in der Division 1. Meister Vegalta Sendai kehrte nach sechs Jahren im Unterhaus zum zweiten Mal in die höchste japanische Liga zurück, Zweitplatzierter Cerezo Osaka stieg nach drei Jahren Division 2 zum dritten Mal auf, der Drittplatzierte Shonan Bellmare musste auf seinen zweiten Aufstieg gar zehn Jahre warten.
| Verein              | Stadt/Region                   |
| ------------------- | ------------------------------ |
| Albirex Niigata     | Niigata und Seirō, Niigata     |
| Cerezo Osaka        | Osaka, Osaka                   |
| Gamba Osaka         | Suita, Osaka                   |
| Júbilo Iwata        | Iwata, Shizuoka                |
| Kashima Antlers     | Kashima, Ibaraki               |
| Kawasaki Frontale   | Kawasaki, Kanagawa             |
| Kyōto Sanga         | Kyōto, Kyōto                   |
| Montedio Yamagata   | Tendō, Yamagata                |
| Nagoya Grampus      | Nagoya, Aichi                  |
| Ōmiya Ardija        | Saitama, Saitama               |
| Sanfrecce Hiroshima | Hiroshima, Präfektur Hiroshima |
| Shimizu S-Pulse     | Shizuoka, Shizuoka             |
| Shonan Bellmare     | Hiratsuka, Kanagawa            |
| FC Tokyo            | Tokio                          |
| Urawa Red Diamonds  | Saitama, Saitama               |
| Vegalta Sendai      | Sendai, Miyagi                 |
| Vissel Kōbe         | Kōbe, Hyōgo                    |
| Yokohama F. Marinos | Yokohama, Kanagawa             |

## Trainer
| Verein              | Cheftrainer                    |
| ------------------- | ------------------------------ |
| Vegalta Sendai      | Makoto Teguramori              |
| Montedio Yamagata   | Shinji Kobayashi               |
| Kashima Antlers     | Oswaldo de Oliveira            |
| Urawa Reds          | Volker Finke                   |
| Omiya Ardija        | Chang Woe-ryong → Jun Suzuki   |
| FC Tokyo            | Hiroshi Jōfuku → Kiyoshi Ōkuma |
| Kawasaki Frontale   | Tsutomu Takahata               |
| Yokohama F. Marinos | Kazushi Kimura                 |
| Shonan Bellmare     | Yasuharu Sorimachi             |
| Albirex Niigata     | Hisashi Kurosaki               |
| Shimizu S-Pulse     | Kenta Hasegawa                 |
| Júbilo Iwata        | Masaaki Yanagishita            |
| Nagoya Grampus      | Dragan Stojković               |
| Kyoto Sanga FC      | Hisashi Katō → Yutaka Akita    |
| Gamba Osaka         | Akira Nishino                  |
| Cerezo Osaka        | Levir Culpi                    |
| Vissel Kobe         | Toshiya Miura → Masahiro Wada  |
| Sanfrecce Hiroshima | Michael Petrović               |

## Spieler
| Verein              | Spieler |
| ------------------- | --- |
| Vegalta Sendai      | Jirō Kamata (27/2), Kōdai Watanabe (22/1), Yūgo Ichiyanagi (8/0), Elizeu (19/3), Naoki Chiba (25/0), Atsushi Nagai (10/0), Takayuki Nakahara (27/4), Ryang Yong-gi (34/11), Kunimitsu Sekiguchi (26/2), Yūki Nakashima (21/1), Tomoyuki Hirase (11/0), Yoshiaki Ōta (21/0), Takuto Hayashi (34/0), Shingo Tomita (26/0), Yoshiki Takahashi (13/0), Reinaldo (3/0), Park Sung-ho (9/1), Fernandinho (26/8), Naoya Tamura (27/0), Shingo Akamine (15/4), Naoki Sugai (26/2), Park Ju-sung (29/0), Jun’ichi Misawa (1/0), Daisuke Saitō (16/0) |
| Montedio Yamagata   | Kenta Shimizu (32/0), Ryō Kobayashi (16/0), Hidenori Ishii (28/1), Shōgo Nishikawa (18/1), Tōmi Shimomura (25/1), Kōhei Miyazaki (6/2), Katsuyuki Miyazawa (34/2), Chikashi Masuda (26/1), Tatsuya Furuhashi (22/1), Yūzō Tashiro (29/10), Tomotaka Kitamura (33/5), Tatsuya Ishikawa (33/1), Takuya Miyamoto (26/0), Yū Hasegawa (25/1), Kim Byung-suk (7/0), Kentarō Satō (33/0), Kim Kun-hoan (4/0), Masaru Akiba (25/1), Yūki Uekusa (2/0), Han Dong-won (3/1), Takuya Sonoda (13/0), Shun Itō (3/0), Takumi Yamada (3/0), Tetsurō Ōta (7/0), Tomoyasu Hirose (4/0), Kazuya Maeda (16/0)                                                                                           |
| Kashima Antlers     | Atsuto Uchida (9/0), Daiki Iwamasa (34/3), Gō Ōiwa (6/0), Gilton (25/1), Kōji Nakata (32/3), Tōru Araiba (33/1), Takuya Nozawa (34/8), Yūya Ōsako (27/4), Masashi Motoyama (15/2), Fellype Gabriel (31/2), Shinzō Kōroki (30/8), Lee Jung-soo (10/3), Takeshi Aoki (23/0), Ryūta Sasaki (17/0), Marquinhos (27/11), Masahiko Inoha (26/0), Hitoshi Sogahata (34/0), Takefumi Tōma (1/0), Yasushi Endō (19/2), Kenji Koyano (1/0), Tomohiko Miyazaki (4/0), Mitsuo Ogasawara (33/3) |
| Urawa Reds          | Norihiro Yamagishi (34/0), Keisuke Tsuboi (31/0), Hajime Hosogai (28/1), Spiranovic (13/1), Sanou (26/2), Nobuhisa Yamada (27/0), Tsukasa Umesaki (2/0), Yōsuke Kashiwagi (34/4), Ponte (29/9), Tatsuya Tanaka (22/2), Shunsuke Tsutsumi (1/0), Keita Suzuki (17/0), Tadaaki Hirakawa (26/0), Sergio Escudero (17/3), Hiroyuki Takasaki (5/1), Edmilson (34/16), Naohiro Takahara (4/0), Satoshi Horinouchi (20/1), Yūki Abe (20/3), Genki Haraguchi (26/2), Mizuki Hamada (4/0), Takuya Okamoto (9/0), Yūsuke Hayashi (1/0), Shunki Takahashi (14/0), Naoki Yamada (3/0), Tomoya Ugajin (26/2)                                                                                        |
| Omiya Ardija        | Takashi Kitano (34/0), Mato (26/3), Yūki Fukaya (25/6), An Yong-hak (17/0), Takuya Aoki (26/0), Tomoya Uchida (9/0), Naoki Ishihara (33/9), Rafael (23/8), Chikara Fujimoto (25/0), Yoshihito Fujita (7/1), Shūsuke Tsubouchi (26/2), Lee Chun-soo (16/2), Hayato Hashimoto (19/1), Dudu (4/0), Lee Ho (15/1), Masahiko Ichikawa (23/0), Jun Kanakubo (19/2), Shin Kanazawa (29/0), Norio Suzuki (19/1), Kōhei Tokita (3/0), Kazuhiro Murakami (29/3), Masakazu Kihara (1/0), Shunsuke Fukuda (7/0), Seo Yong-duk (1/0), Daisuke Watabe (16/0), Arata Sugiyama (23/0), Taisuke Miyazaki (1/0)                                                                                          |
| FC Tokyo            | Hitoshi Shiota (4/0), Yūhei Tokunaga (30/0), Masato Morishige (30/3), Hideto Takahashi (3/0), Yūto Nagatomo (12/1), Yasuyuki Konno (34/5), Takuji Yonemoto (7/0), Toshihiro Matsushita (21/1), Shingo Akamine (12/0), Yōhei Kajiyama (24/2), Tatsuya Suzuki (14/0), Sōta Hirayama (30/7), Hokuto Nakamura (28/0), Daishi Hiramatsu (1/0), Ricardinho (29/1), Kim Young-gwon (23/0), Naohiro Ishikawa (31/2), Yōhei Ōtake (14/2), Shūichi Gonda (30/0), Naotake Hanyū (25/2), Kentarō Shigematsu (19/3), Shunsuke Maeda (6/0), Kenta Mukuhara (24/0), Masashi Ōguro (22/7) |
| Kawasaki Frontale   | Eiji Kawashima (11/0), Hiroki Itō (23/0), Hideki Sahara (7/0), Yūsuke Igawa (21/0), Jun Sonoda (3/0), Yūsuke Tasaka (27/3), Masaru Kurotsu (33/8), Takanobu Komiyama (33/3), Chong Te-se (10/5), Juninho (19/14), Vitor Junior (29/7), Shūhei Terada (10/0), Kengo Nakamura (27/4), Takurō Yajima (12/4), Jumpei Kusukami (22/3), Kōsuke Kikuchi (23/0), Tomonobu Yokoyama (24/0), Yūsuke Mori (25/2), Jun’ichi Inamoto (28/0), Takashi Aizawa (23/0), Yūji Kimura (5/0), Kyōhei Noborizato (9/0), Yū Kobayashi (6/0), Rikihiro Sugiyama (1/0), Hiroyuki Taniguchi (27/1), Renatinho (15/7)                                                                                            |
| Yokohama F. Marinos | Masato Fujita (5/0), Naoki Matsuda (19/1), Yūzō Kurihara (28/2), Yūsuke Tanaka (20/0), Ryūji Kawai (14/1), Shingō Hyōdō (32/6), Ariajasuru Hasegawa (19/2), Kazuma Watanabe (24/8), Kōji Yamase (33/5), Daisuke Sakata (20/1), Kenta Kanō (20/1), Bastianini (6/0), Norihisa Shimizu (18/3), Manabu Saitō (5/0), Kōta Mizunuma (4/0), Hiroki Iikura (34/0), Yūji Nakazawa (22/0), Takashi Kanai (8/0), Shunsuke Nakamura (32/5), Rei Matsumoto (5/0), Shōhei Ogura (31/0), Yasuhiro Hato (25/0), Takashi Amano (21/3), Jin Hanato (10/1), Yūji Ono (17/3) |
| Shonan Bellmare     | Yōsuke Nozawa (18/0), Yūzō Tamura (22/0), Jean (15/1), Takahiro Yamaguchi (20/1), Kōhei Usui (26/0), Taisuke Muramatsu (30/0), Yoshito Terakawa (29/1), Kōji Sakamoto (30/3), Yutaka Tahara (27/4), Yoshirō Abe (34/9), Nobutaka Suzuki (5/0), Akihiro Sakata (9/0), Han Kook-young (19/0), Kenji Baba (16/1), Tatsunori Arai (17/0), Yūki Igari (2/0), Ryōta Nagata (8/0), Yūya Nakamura (30/3), Tatsuki Kobayashi (1/0), Yūki Ozawa (11/0), Shōta Kobayashi (7/0), Genki Nakayama (3/1), Tsuyoshi Shimamura (24/1), Choi Seunig-in (1/0), Takuya Matsumoto (1/0), Wataru Endō (6/1), Kazushi Mitsuhira (9/1), Valdo (8/0), Ryōta Tsuzuki (15/0), Emerson (20/4), Ryōta Nagaki (11/0) |
| Albirex Niigata     | Takaya Kurokawa (11/0), Kazunari Ōno (4/0), Kazuhiko Chiba (33/0), Daisuke Suzuki (5/0), Mitsuru Nagata (34/0), Joao Paulo (8/0), Michael (27/4), Cho Young-cheol (29/11), Marcio Richardes (26/16), Kishō Yano (20/3), Fumiya Kogure (7/0), Yūta Mikado (32/3), Isao Homma (32/3), Hideo Ōshima (28/4), Jun Uchida (18/0), Kengo Kawamata (4/0), Kazuya Myōdō (6/0), Kazuhisa Kawahara (4/0), Masaaki Higashiguchi (25/0), Daigo Nishi (29/1), Atomu Tanaka (10/1), Gōtoku Sakai (31/0), Hiroshi Nakano (8/0), Masaru Katō (4/0), Fagner (9/1), Yoshiyuki Kobayashi (28/0) |
| Shimizu S-Pulse     | Arata Kodama (15/0), Kōsuke Ōta (28/1), Keisuke Iwashita (20/1), Teruyoshi Itō (16/1), Takuma Edamura (12/3), Yūichirō Nagai (14/1), Jungo Fujimoto (32/13), Kazuki Hara (10/2), Akihiro Hyōdō (33/4), Jumpei Takaki (5/0), Shinji Tsujio (17/0), Takuya Honda (31/1), Masaki Yamamoto (20/2), Johnsen (33/8), Shun Nagasawa (1/0), Yōhei Nishibe (32/0), Genki Ōmae (13/3), Shinji Okazaki (31/13), Daisuke Ichikawa (21/0), Yasuhiro Hiraoka (27/2), Tomonobu Hiroi (4/0), Shinji Ono (30/2), Yōhei Takeda (4/0), Bosnar (22/3), Shō Itō (2/0) |
| Júbilo Iwata        | Yoshikatsu Kawaguchi (17/0), Ken’ichi Kaga (12/0), Ryū Okada (8/0), Kentarō Ōi (15/0), Yūichi Komano (23/0), Daisuke Nasu (33/3), Gilsinho (21/6), Shō Naruoka (33/3), Norihiro Nishi (31/3), Lee Gang-jin (28/0), Park Joo-ho (23/2), Minoru Suganuma (18/0), Jō Kanazawa (14/0), Ryōichi Maeda (33/17), Tomoyuki Arata (13/0), Shūto Yamamoto (11/0), Naoki Hatta (18/0), Robert Cullen (1/0), Kōsuke Yamamoto (30/1), Takuya Matsuura (10/0), Ryōhei Yamazaki (4/0), Kōta Ueda (26/1), Keisuke Funatani (25/0), Lee Keun-ho (12/1), Masahiro Koga (12/0) |
| Nagoya Grampus      | Seigō Narazaki (34/0), Akira Takeuchi (6/0), Mitsuru Chiyotanda (16/0), Marcus Tulio Tanaka (29/6), Takahiro Masukawa (32/1), Shōhei Abe (31/0), Naoshi Nakamura (27/1), Magnum (31/2), Burzanovic (27/4), Yoshizumi Ogawa (34/2), Keiji Tamada (29/13), Keiji Yoshimura (14/0), Kennedy (31/17), Yūki Maki (6/0), Keita Sugimoto (18/0), Danilson (26/4), Shinta Fukushima (1/0), Mū Kanazaki (25/4), Hayuma Tanaka (33/0), Alessandro Santos (25/0) |
| Kyoto Sanga FC      | Naohito Hirai (5/0), Yasumasa Nishino (10/0), Thiego (10/0), Hiroki Mizumoto (34/0), Kwak Tae-hwi (24/2), Yūta Someya (10/0), Yōsuke Kataoka (9/0), Yūsuke Nakatani (5/0), Dutra (26/5), Diego (33/6), Shingo Suzuki (3/0), Atsushi Yanagisawa (31/3), Dan Howbert (4/0), Hiroki Nakayama (29/1), Jun Andō (26/1), Taisuke Nakamura (26/1), Kōken Katō (10/0), Shun Morishita (28/0), Yūichi Mizutani (17/0), Daigō Watanabe (28/1), Atsutaka Nakamura (18/1), Tatsuya Masushima (25/0), Makoto Kakuda (24/4), Kim Seng-yong (9/2), Tatsuya Morita (13/0), Takumi Miyayoshi (14/3) |
| Gamba Osaka         | Yōsuke Fujigaya (34/0), Sōta Nakazawa (32/4), Kazumichi Takagi (31/2), Satoshi Yamaguchi (18/0), Takumi Shimohira (6/0), Yasuhito Endō (30/3), Hayato Sasaki (26/3), Lucas (19/7), Takahiro Futagawa (27/3), Pedro Junior (2/0), Michihiro Yasuda (32/1), Shōki Hirai (30/14), Ze Carlos (1/0), Dodo (7/1), Tomokazu Myōjin (29/4), Cho Jae-jin (10/0), Akira Kaji (32/0), Lee Keun-ho (20/4), Takuya Takei (21/1), Kenta Hoshihara (6/1), Hideo Hashimoto (29/8), Shōhei Ōtsuka (4/0), Takashi Usami (26/7) |
| Cerezo Osaka        | Ken’ya Matsui (15/0), Kenji Haneda (20/0), Teruyuki Moniwa (34/0), Kōta Fujimoto (17/0), Amaral (32/5), Takashi Inui (33/4), Shinji Kagawa (11/7), Adriano (27/14), Martinez (24/2), Ryūji Bando (18/5), Hiroshi Kiyotake (25/4), Akihiro Ienaga (31/4), Rui Komatsu (23/2), Hiroyuki Omata (11/0), Noriyuki Sakemoto (7/0), Naoya Ishigami (14/1), Daisuke Takahashi (29/3), Kim Jin-hyeon (19/0), Taikai Uemoto (33/0), Masato Kurogi (7/1), Hotaru Yamaguchi (2/0), Yūsuke Maruhashi (24/2), Ryō Nagai (7/0) |
| Vissel Kobe         | Tatsuya Enomoto (17/0), Teruaki Kobayashi (12/0), Kunie Kitamoto (33/0), Hiroyuki Kōmoto (31/1), Edmilson (23/0), Park Kang-jo (30/4), Ryōsuke Matsuoka (23/1), Kazuki Ganaha (8/0), Botti (27/3), Popo (29/9), Yoshito Ōkubo (17/4), Tsuneyasu Miyamoto (6/0), Akihito Kusunose (2/0), Takayuki Yoshida (21/4), Hideo Tanaka (15/0), Kōki Arita (1/0), Ryōta Morioka (8/0), Hiroto Mogi (33/2), Gakuto Kondō (7/1), Masatoshi Mihara (23/1), Yōsuke Ishibitsu (28/0), Ken Tokura (19/4), Takahide Kishi (5/0), Kenta Tokushige (13/0), Keijirō Ogawa (15/2), Daisuke Tomita (6/0), Lee Jae-min (13/0), Kensuke Nagai (3/0)                                                            |
| Sanfrecce Hiroshima | Stoyanov (17/0), Tomoaki Makino (34/4), Toshihiro Aoyama (23/0), Kōji Morisaki (27/3), Kazuyuki Morisaki (17/0), Tadanari Lee (30/11), Hisato Satō (27/10), Issei Takayanagi (17/0), Mikic (16/1), Yōjirō Takahagi (22/4), Satoru Yamagishi (24/3), Kōta Hattori (25/1), Shin’ichirō Kuwada (12/0), Shūsaku Nishikawa (34/0), Tsubasa Yokotake (27/0), Hironori Ishikawa (1/0), Ryōta Moriwaki (31/0), Jun’ya Ōsaki (9/2), Kōhei Shimizu (4/0), Takuya Marutani (16/0), Masato Yamazaki (25/3), Kōji Nakajima (32/2) |

## Statistik

### Tabelle
| Pl.                    | Verein              | Sp. | S  | U  | N  | Tore    | Diff. | Punkte |
| ---------------------- | ------------------- | --- | -- | -- | -- | ------- | ----- | ------ |
| 1.                     | Nagoya Grampus      | 34  | 23 | 3  | 8  | 054:370 | +17   | 72     |
| 2.                     | Gamba Osaka (P)     | 34  | 18 | 8  | 8  | 065:440 | +21   | 62     |
| 3.                     | Cerezo Osaka (N)    | 34  | 17 | 10 | 7  | 058:320 | +26   | 61     |
| 4.                     | Kashima Antlers (M) | 34  | 16 | 12 | 6  | 051:310 | +20   | 60     |
| 5.                     | Kawasaki Frontale   | 34  | 15 | 9  | 10 | 061:470 | +14   | 54     |
| 6.                     | Shimizu S-Pulse     | 34  | 15 | 9  | 10 | 060:490 | +11   | 54     |
| 7.                     | Sanfrecce Hiroshima | 34  | 14 | 9  | 11 | 045:380 | +7    | 51     |
| 8.                     | Yokohama F. Marinos | 34  | 15 | 6  | 13 | 043:390 | +4    | 51     |
| 9.                     | Albirex Niigata     | 34  | 12 | 13 | 9  | 048:450 | +3    | 49     |
| 10.                    | Urawa Red Diamonds  | 34  | 14 | 6  | 14 | 048:410 | +7    | 48     |
| 11.                    | Júbilo Iwata        | 34  | 11 | 11 | 12 | 038:490 | −11   | 44     |
| 12.                    | Ōmiya Ardija        | 34  | 11 | 9  | 14 | 039:450 | −6    | 42     |
| 13.                    | Montedio Yamagata   | 34  | 11 | 9  | 14 | 029:420 | −13   | 42     |
| 14.                    | Vegalta Sendai (N)  | 34  | 10 | 9  | 15 | 040:460 | −6    | 39     |
| 15.                    | Vissel Kōbe         | 34  | 9  | 11 | 14 | 037:450 | −8    | 38     |
| 16.                    | FC Tokyo            | 34  | 8  | 12 | 14 | 036:410 | −5    | 36     |
| 17.                    | Kyōto Sanga         | 34  | 4  | 7  | 23 | 030:600 | −30   | 19     |
| 18.                    | Shonan Bellmare (N) | 34  | 3  | 7  | 24 | 031:820 | −51   | 16     |
| Stand: Ende der Saison |                     |     |    |    |    |         |       |        |

Nach Ende der Saison:
| Zum Saisonende 2009: |                                                                                            |
| (M)                  | Japanischer Meister 2009: Kashima Antlers                                                  |
| (P)                  | Japanischer Pokalsieger 2009: Gamba Osaka                                                  |
| (N)                  | Aufsteiger aus der J.League Division 2 2009: Vegalta Sendai, Cerezo Osaka, Shonan Bellmare |